# Fred Hale (supercentenario)
Frederick Harold Hale, detto Fred (New Sharon, 1º dicembre 1890 – Syracuse, 19 novembre 2004), è stato un supercentenario statunitense che detenne il titolo di decano maschile dell'umanità dalla morte di Joan Riudavets Moll, il 5 marzo 2004, fino al suo stesso decesso. È tuttora - escludendo il 115enne Christian Mortensen, deceduto negli Stati Uniti ma nato in Danimarca - la terza persona di sesso maschile statunitense più longeva di sempre, dietro a Mathew Beard (la cui età è stata peraltro fortemente messa in dubbio) e a Walter Breuning; inoltre risulta la decima persona di sesso maschile più longeva di sempre a livello mondiale, la cui età sia stata verificata.

## Biografia
Fred Hale nacque il 1º dicembre 1890; suo padre visse fino a 91 anni. Nel 1910 Fred sposò Flora Mooers (1891-1979), dalla quale ebbe quattro figli: due femmine  (Muriel, 1909-1970 e Carolyn, 1913-1992) e due maschi (Norman, 1920-2004 e Fred Jr., morto nel 2019). Il quinto figlio, Richard, morì nel 1917 all'età di soli 6 mesi.
Per molti anni Fred Hale ha lavorato in un ufficio postale, in seguito ha aiutato la figlia nella gestione di un ristorante. Una delle attività preferite dall'uomo era il giardinaggio, con la coltivazione della frutta e l'apicoltura. Non fumò mai e non consumò mai bevande alcoliche, eccetto sporadicamente del whiskey con il miele (dichiarò che si nutriva di miele tutti i giorni). Negli ultimi anni della sua vita, quando non poteva più camminare, gradiva assistere alle partite di baseball in televisione.
Hale godette di buona salute per molto tempo; all'età di 95 anni andò a fare visita a suo figlio, in Giappone. Sulla via del ritorno, visitò le Hawaii e fece surf per la prima volta nella vita. A 103 anni sgombrava ancora dalla neve il tetto della propria casa. Guidò l'automobile fino a 108 anni, quando dovette smettere per il rapido declino della vista. All'età di 110 anni si sottopose a un intervento per la rimozione della cataratta; ciò gli consentì di attenuare la compromissione del visus. Pochi mesi prima della morte di Fred Hale, quando questi stava già in sedia a rotelle, lui e suo figlio Fred Jr., all'epoca ottantaduenne, si trasferirono insieme a Janesville, nell'Iowa.
Morì di polmonite il 19 novembre 2004, 12 giorni prima del suo 114º compleanno. Il figlio Norman morì un mese dopo di lui (il 30 dicembre 2004), all'età di 84 anni. Solo il figlio più giovane di Hal, Fred Jr., ha raggiunto un'età significativamente alta, poiché ha vissuto fino a 97 anni (è morto il 23 gennaio 2019).

## Traguardi di longevità
Il 24 febbraio 2003, con la morte di John Ingram McMorran, Fred Hale divenne la persona di sesso maschile più longeva vivente negli Stati Uniti. Con il decesso dello spagnolo Joan Riudavets Moll, il 5 marzo 2004, Hale divenne la persona di sesso maschile più longeva vivente al mondo la cui età fosse stata verificata. Al momento della sua morte, avvenuta poco più di 8 mesi più tardi, Fred Hale era la quarta persona al mondo vivente più longeva, dietro all'ecuadoriana Maria Capovilla (1889-2006), alla statunitense Susie Gibson (1890-2006) e ad un'altra statunitense, Elizabeth Bolden (1890-2006).